# Корчма

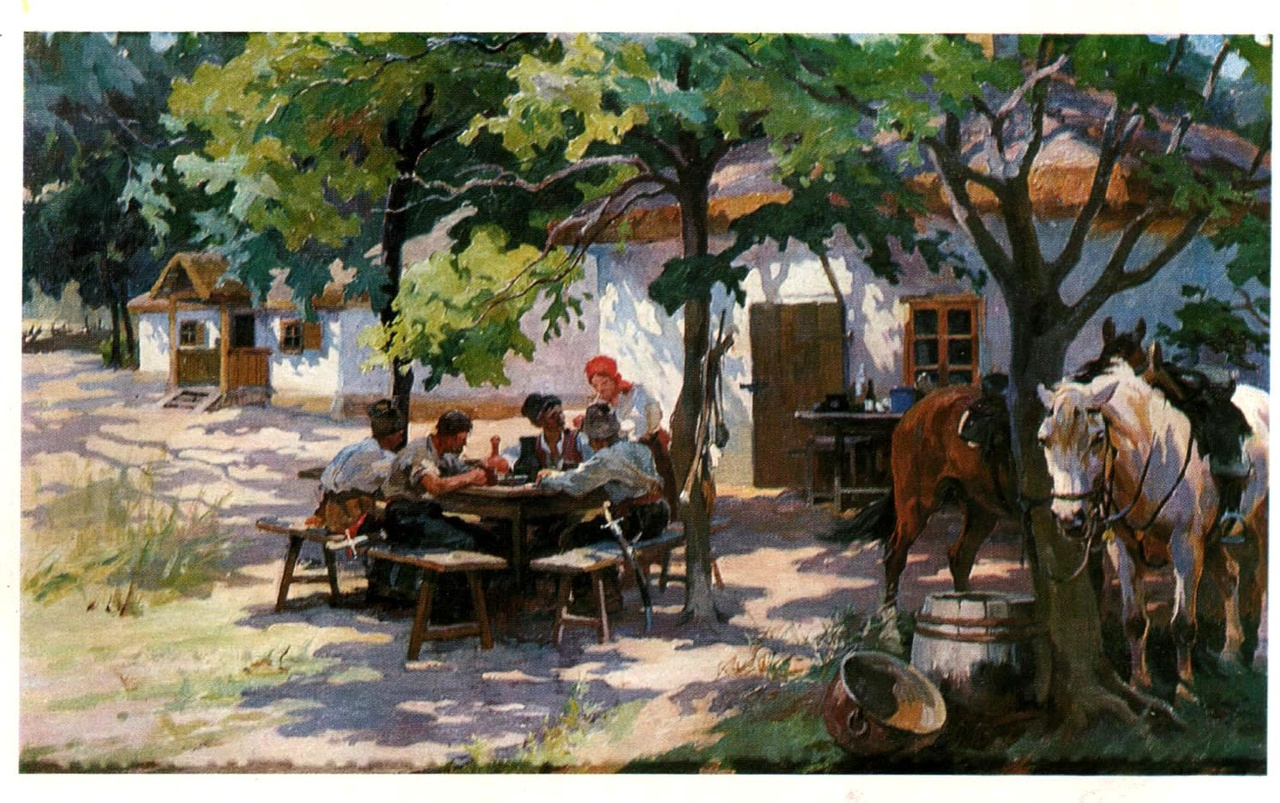
Микола Самокиш. «Запорожці обідають» або «Запорожці біля корчми», 1917 р.

Ко́рчма́ або шино́к (від нім. Schänke) — старовинна будівля, де продавали спиртні напої, їжу, а також проводили збори громади й укладали угоди. В корчмі могли відпочивати подорожні.

## Етимологія
Назва «шинок» походить від середньоверхньонімецької мови schenke, schenk («пивниця») й потрапило до української мови за посередництвом польської (szynk) в пізньому Середньовіччі наприкінці XV століття. Слово «корчма» слов'янського походження від *kъrčьma — глиняний або дерев'яний кухоль для зачерпування спиртних напоїв.
Також існує румунське слово cârciumă, що має таку ж вимову.
Часто «корчма» та «шинок» вживаються як синоніми, але історично це були заклади різної спеціалізації. Шинок використовувався як заклад харчування, тоді як функції корчми включали також надання місця для ночівлі, проведення зібрань громади, укладення угод, проведення судів.

## Архітектура
Корчми ставили на околиці села чи в місті, між окремими поселеннями при дорозі. Ці будівлі не мали усталеної архітектури. На вигляд корчми, її планування впливали сусідні садиби, характер заняття їх власників, традиції, ступінь економічного розвитку, природні умови і ландшафт. Основна частина складалася з однієї-двох кімнат-світлиць. Корчма могла мати льох, сіни та прибудови для зберігання продуктів, грошей, ваг і вимірювальних ємностей. Будувалася з дерева чи цегли, дах робився з соломи, очерету, гонту. Підлога зазвичай була глиняною. Планування в цілому нагадували планування сільської хати, могло бути як симетричним, так і асиметричним. Кімнати господаря та його сім'ї розташовувалися в протилежних боках будівлі.
Усередині корчми, в світлиці, стояли столи та лавки. Лави також ставилися окремо вздовж стін. Меблі часом нерухомо закріплювалися на підлозі. Корчма могла опалюватися грубкою. Для залучення відвідувачів корчмам давалися власні назви, часом жартівливі. Фасади іноді прикрашалися.

## Використання

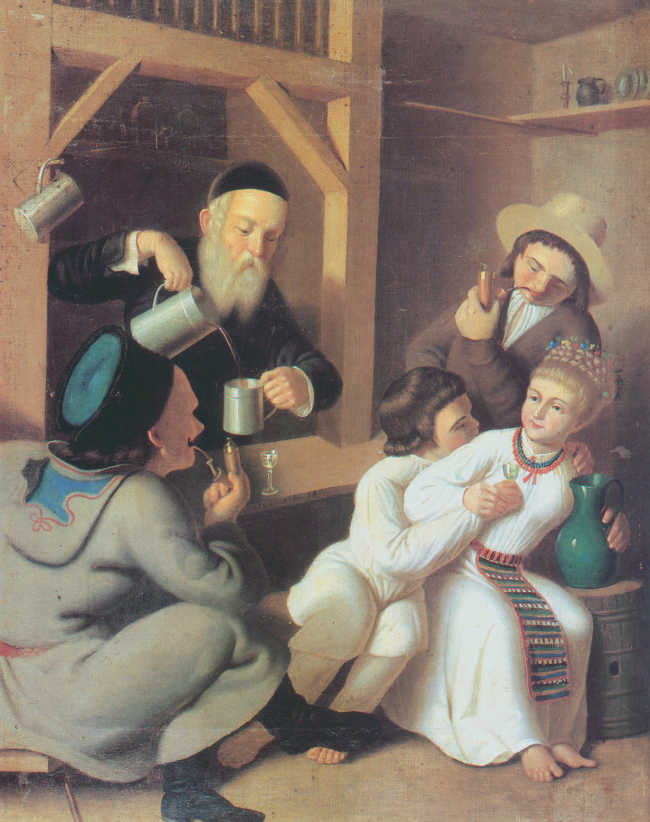
Ян Машковський, «В корчмі на Поділлі», 1851 р.

У корчмі продавалася горілка, їжа, а також у ній можна було переночувати та залишити коней і транспорт. Корчма могла розташовуватися в тому ж будинку, що й житло її господарів. Відвідувачами української корчми могли бути однаково як чоловіки, так і жінки.
Усередині корчми чи на майданчику перед нею відбувалися збори громади (сход, віче, копа). В ній завершувалося святкування родин і хрестин, посвячення парубків у професійні спільноти. В останньому разі парубок, який пройшов випробування, мусив наприкінці виставити старшим чоловікам могорич. По неділях у корчмі могли грати музики та виконуватися пісні. Також там іноді відбувалися суди.
Крім горілки та готових страв у кормі могли продаватися м'ясо, хліб, прянощі тощо, віск, тютюн, свічки, корм для коней, у тому числі оптом. У XIX ст. існувало уявлення, що в корчмі не можна пити горілку після вживання канунного меду (пива) — напою для спільних трапез і великих святкувань.
Працювати в корчмі (готувати страви, продавати їх і т. ін.) могли як власники-чоловіки, так і їхні дружини, дочки та наймити. Якщо шинок розташовувався в місті чи економії, він міг здаватися в оренду. Для орендаря встановлювався поріг цін на напої, котрий не можна було перевищувати, а також обов'язок чесно їх продавати. В корчмі вівся облік закупівель продуктів і продажів.

## Історія

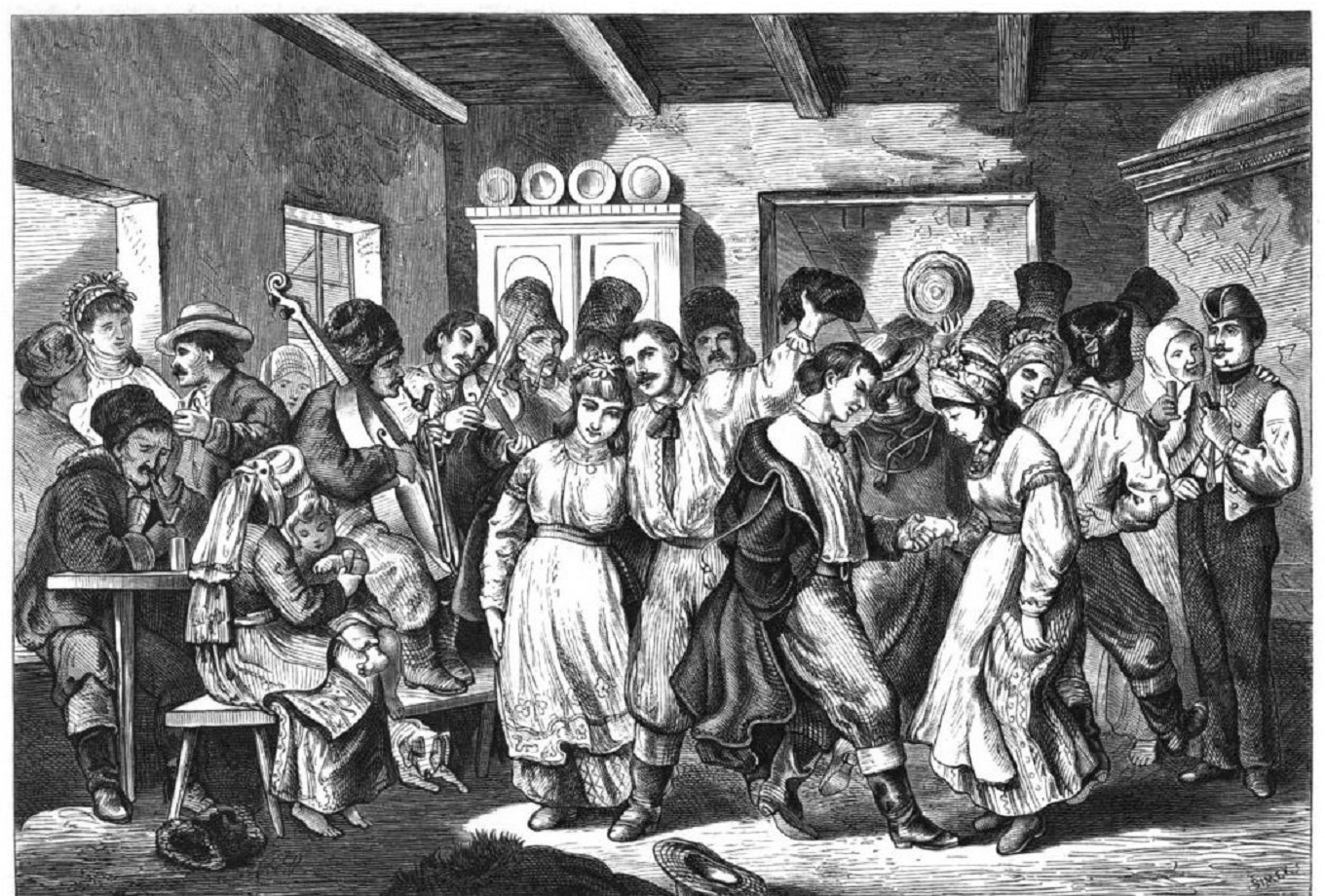
Танці в корчмі біля м. Копичинець Чортківського повіту, до 1878 р.

Починаючи з XI століття зустрічаються сліди корчми у всіх слов'ян. Найдавніші напої, що продаються в корчмі — квас, пиво і мед. Майже в кожному селі чи місті була одна корчма, а в інших по дві і більше. У корчмі укладались і скріплювались рукобиттям і могоричем різноманітні усні угоди та лихварські операції. З грамоти київського та смоленського князя Ростислава Мстиславича відомо, що в 1150 році в Кописах (сучасна Білорусь) і Лучині (сучасна Росія) були корчми, а також солодівні, де пророщували зерно для отримання солоду.
З кінця XIV ст. у Великому князівстві Литовському, корчму можна було відкрити з дозволу великого князя. Власник повинен був сплачувати податок (капщину) за продаж меду, пива й горілки. В містах могло бути по 3–4 корчми. У містах з магдебурзьким правом корчмами переважно володіли магістрати. В 1471 році корчми були в 48 містах Великого князівства Литовського, переважно на Волині та в Литві.
Венеційський посол Амброджо Контаріні, який в 1474 році здійснив подорож Україною, у своїх нотатках згадав про київські шинки. За його словами, мешканці працювали переважно до третьої дня, після чого збирались у шинках. Відвідувачі засиджувались там до ночі і нерідко влаштовували бійки.

У документах 1480-х років зазначається про випадки, коли митниці разом із княжими шинками здавалися в оренду євреям Києва, Луцька, Тракая. Під час вигнання євреїв з Великого князівства Литовського в 1495–1503 роках великий князь Олександр Ягеллончик передав корчмарство орендарям-християнам, які отримали ряд пільг. 

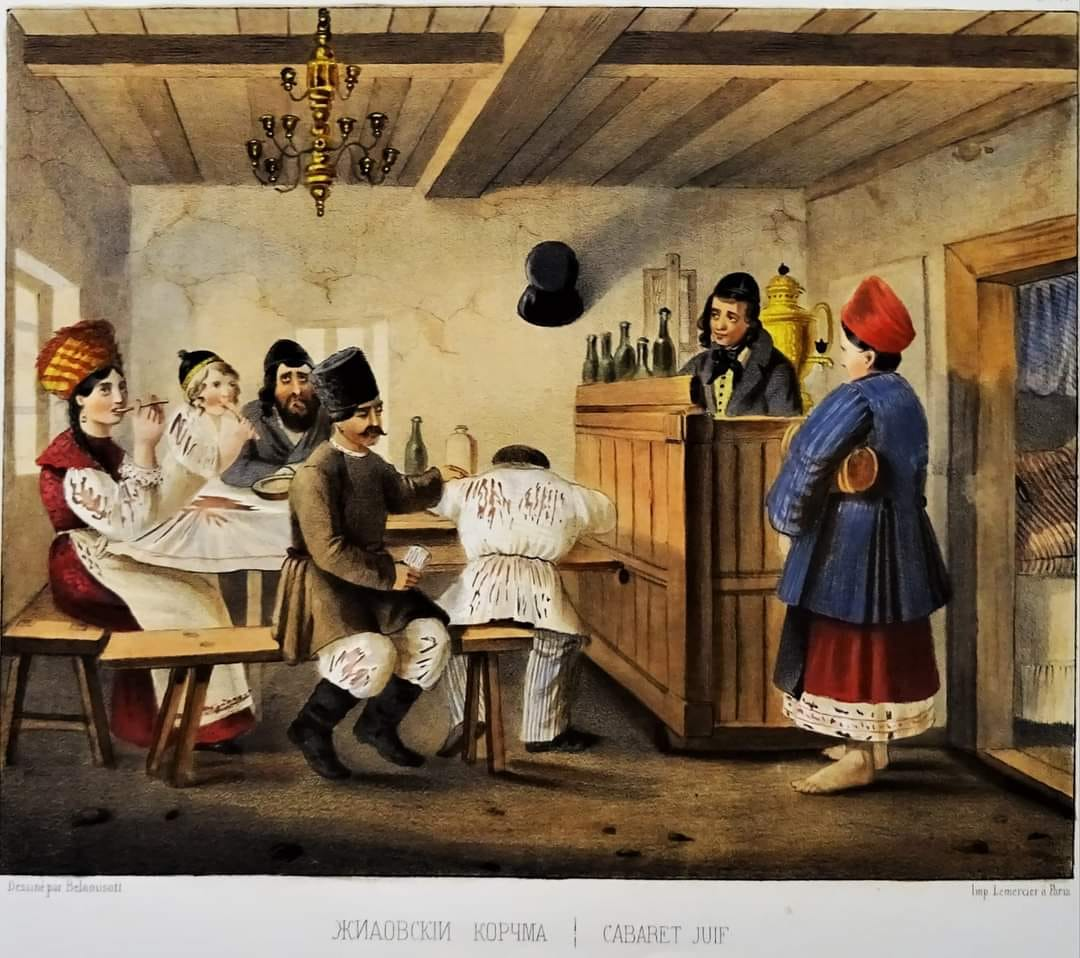
Лев Бєлоусов. «Жидівська корчма» з альбому «Костюми Малоросії», 1843 р.

До XVI ст. окремі селяни, які отримали корму у спадок, мали монополію на виробництво та продаж горілки. Вони сплачували фіксовану суму податку-ренти поміщику, а весь прибуток від продажу залишався їм. У 1654 році польські шляхтичі отримали право набувати земельної власності в землях Великого князівства Литовського, в тому числі корчми. Внаслідок цього поширилися шинки, які, на відміну від корчми, не мали стільки соціальних функцій, а призначалися передусім для споживання алкогольних напоїв. Шляхта передавала такі заклади в оренду, зокрема євреям, у чиїй власності зрештою і опинилася більшість таких закладів. Часто корчма виконувала неофіційні функції лихварні, де надавалися грошові позики. Проте на Запорожжі збереглася стара організація громади, де володіння шинком нагадувало цех. Імператор Йосиф II у 1787 році заборонив євреям займатися шинкарством, внаслідок чого на Галичині вони перестали володіти шинками, проте отримали численні інші привілеї. Виробництво алкоголю надавалося в оренду шинкарям, які були зобов'язані сплачувати великий чинш. Це зумовило розквіт фальсифікації міцних напоїв.
У XVIII ст. оформилися два типи корчми: непроїзна (діяла як ресторан) і проїзна (діяла як готель). З корчми розвинувся заїзд, який мав більше кімнат для ночівлі. Заїзди, на відміну від корчм, розташовувалися в містах і здебільшого були мурованими.
Російська експансія в Україну зумовила поширення поряд з корчмами царських кабаків («пітєйних домов»), у яких продавали тільки горілку. Спроби поширення кабаків на Гетьманщині отримали спротив, але були успішними на Слобідській Україні. Це сприяло алкоголізму і в 1881 році відбулося повернення до корчм та трактирів, де дозволялося також їсти. Корчма разом з тим не втрачала своїх громадських функцій цілком, особливо на Заході України.
У 1894 році в Російській імперії була запроваджена державна монополія на продаж алкогольних напоїв. З 1906 року міцні напої стали продаватися тільки в містах, у державних крамницях.
За СРСР слово «корчма» майже вийшло з ужитку.

## У культурі

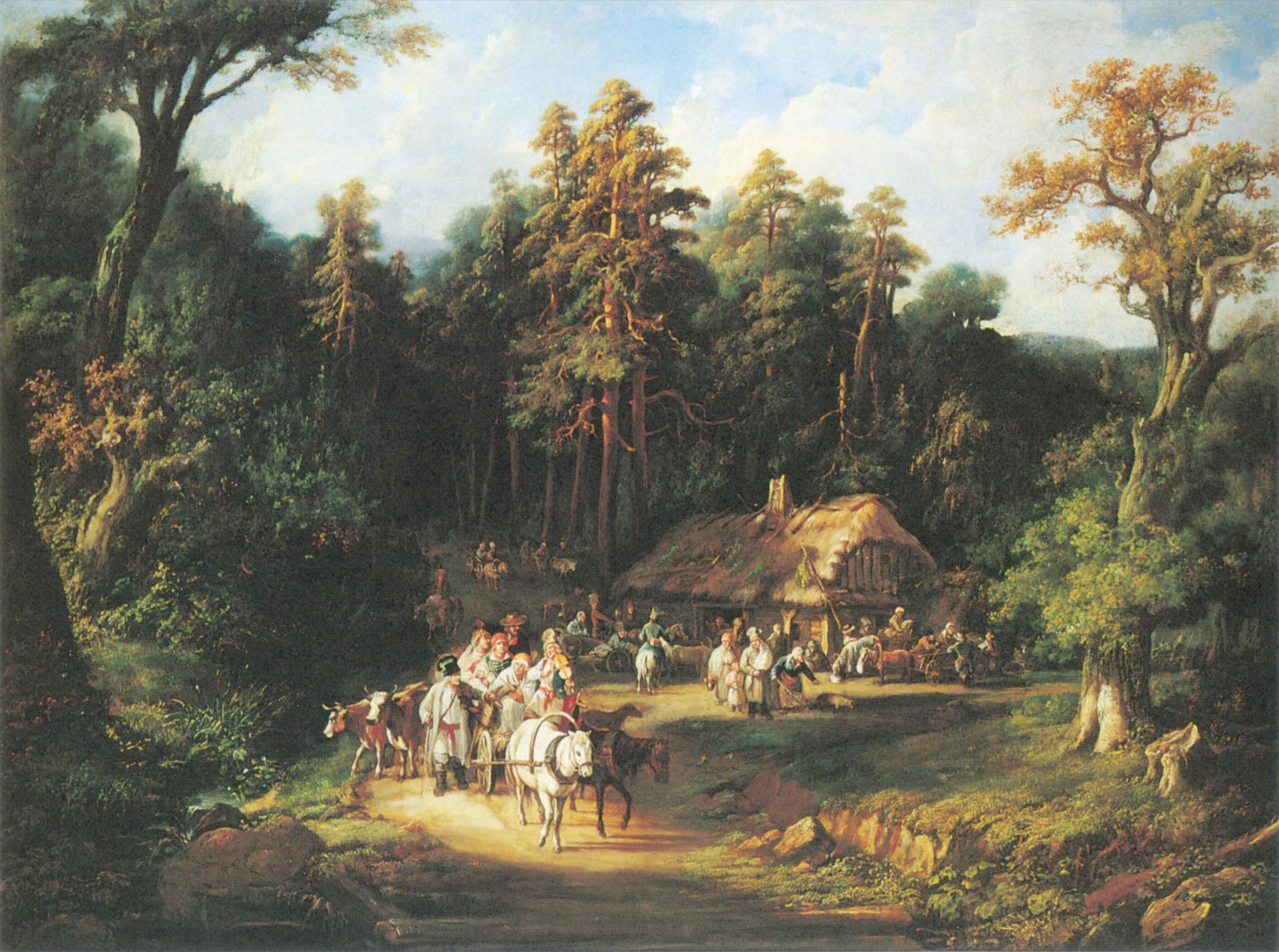
Ян Фелікс Пиварський. «Корчма „Останній грош“», 1845 р.

У народних уявленнях корчма протилежна церкві.
Корчмар — поширений персонаж різдвяного вертепу, де постає в комічному образі. Поширений в Україні стереотип, що шинкарями завжди та всюди були євреї. Після Хмельниччини, коли значну частину юдейського населення Право- та Лівобережної України було винищено або ж вигнано, євреї не володіли шинками. Це стало можливим тільки наприкінці XVIII ст. і переважно на території Речі Посполитої. Зазвичай шинками розпоряджалися заможні козаки й посполиті, власники пивоварень і винокурень, або купці.
Через розпивання спиртних напоїв і перебування заїжджих осіб, корчма часто мала погану репутацію як місце, де люди пропивають останні гроші, де гуртуються злочинці. Разом з тим вона слугувала місцем зборів громади, де обговорювалися новини, укладалися угоди й мирові, виставлявся могорич і зав'язувалися романтичні стосунки. Популярне уявлення про корчму як заклад для селян, однак історично корчми відвідували також козацькі старшини, заможні міщани й духовенство.

## Галерея

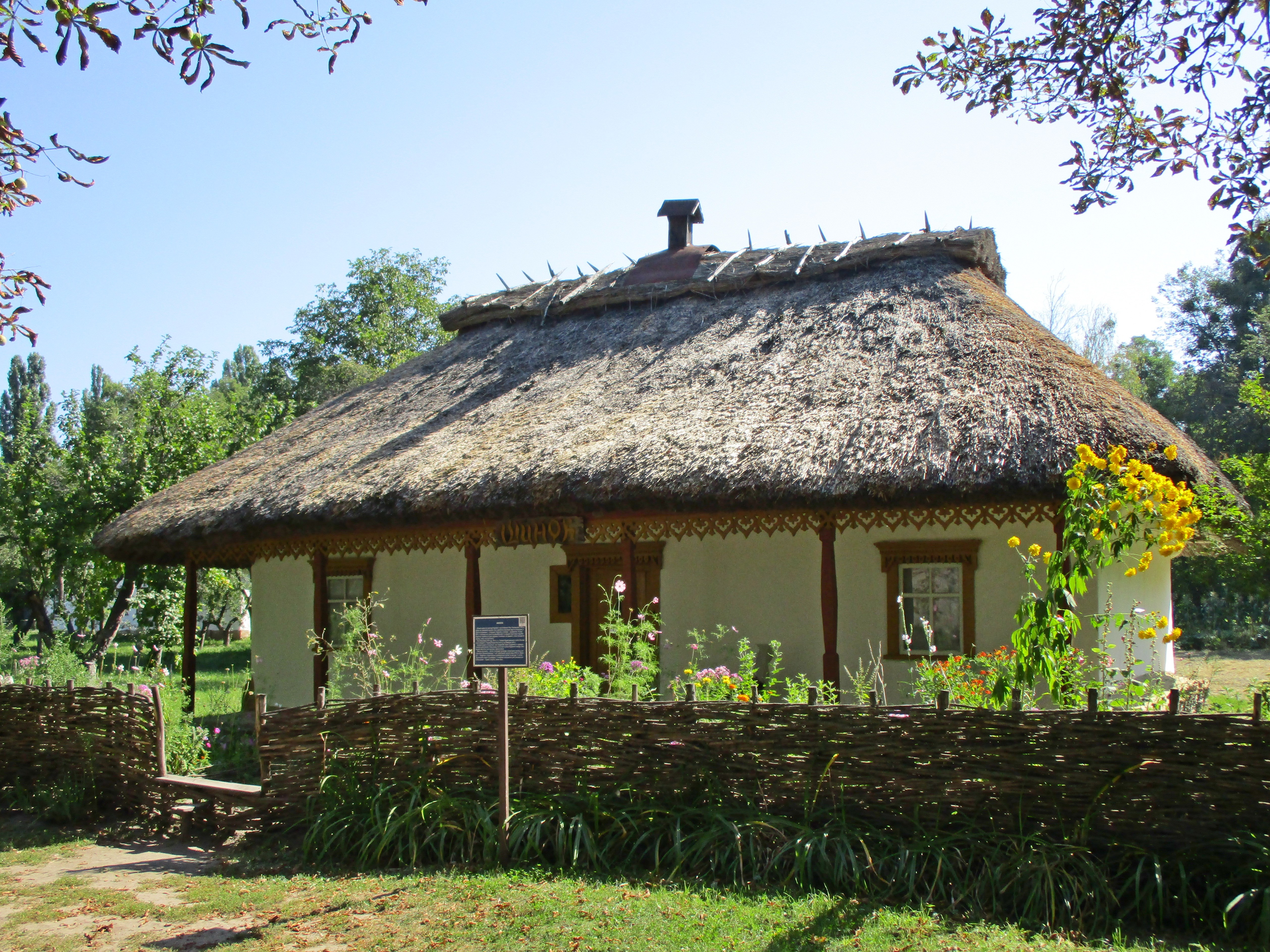
Корчма з села Рудяків (Середня Наддніпрянщина), ХІХ ст.
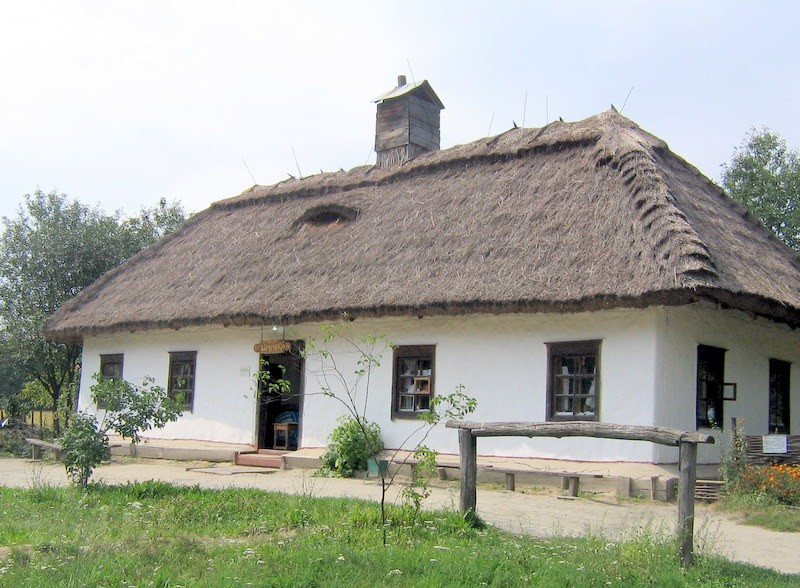
Шинок із села Бабанка
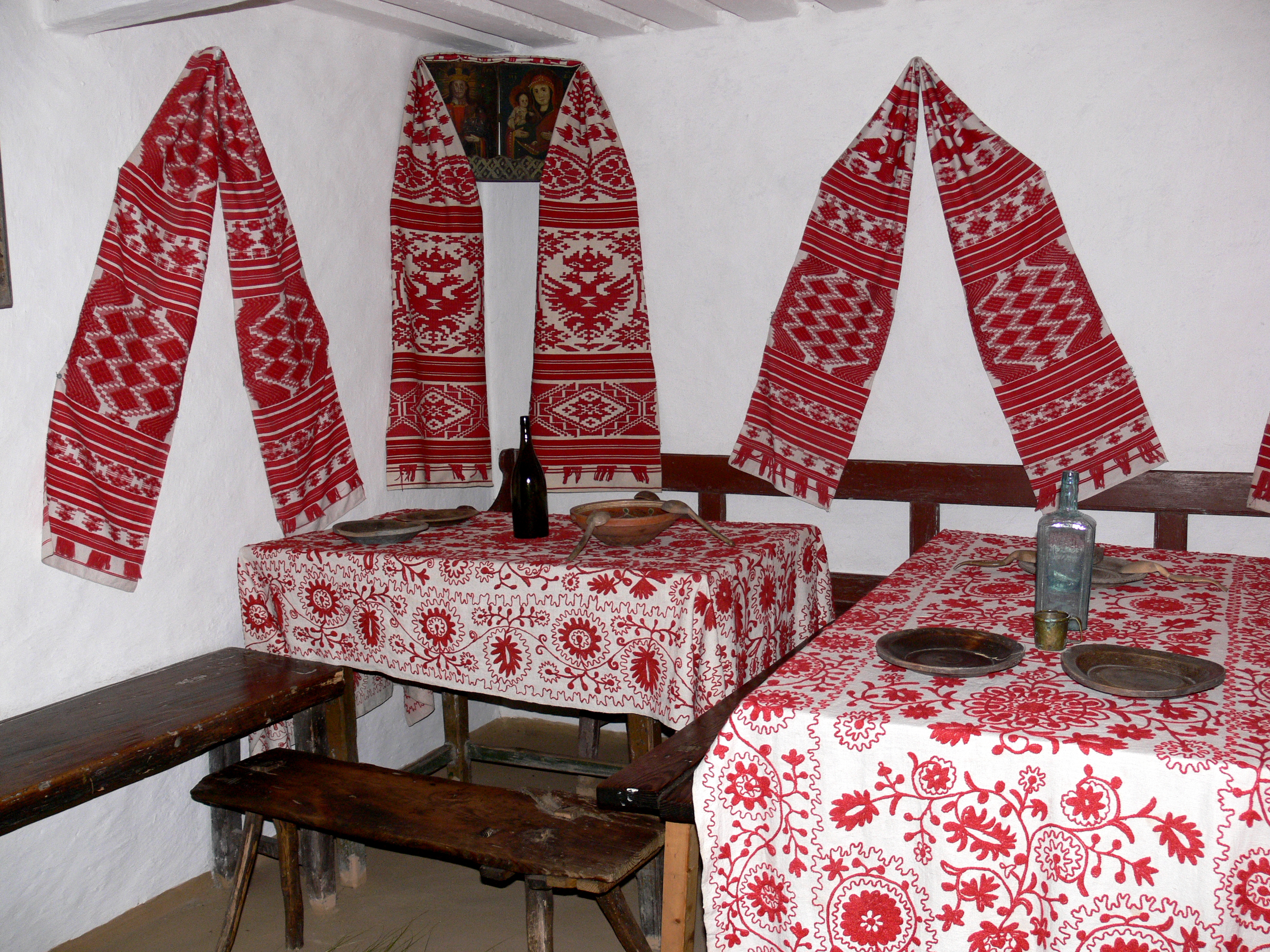
Всередині шинка з села Рудяків
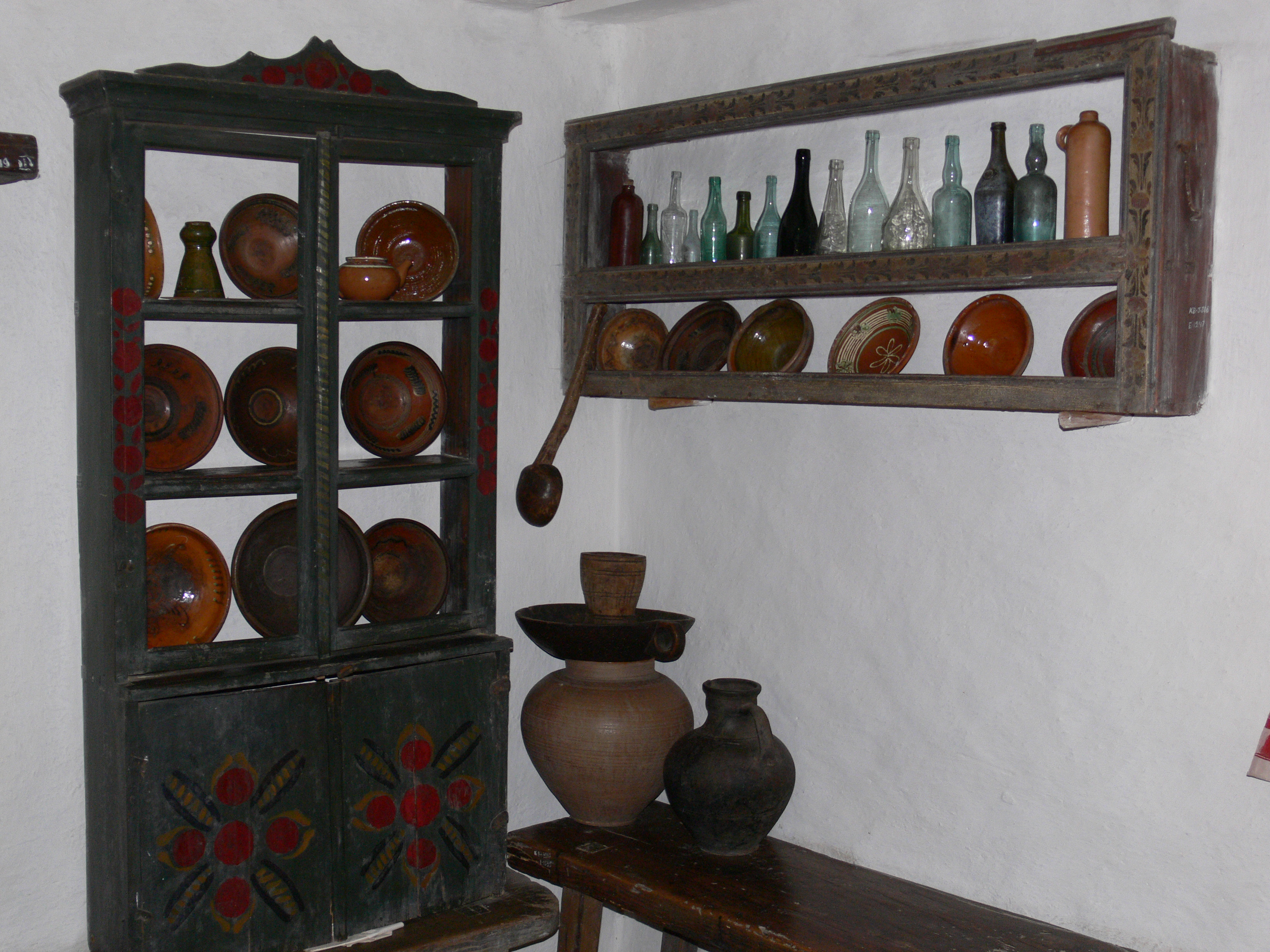
Всередині корчми з села Рудяків
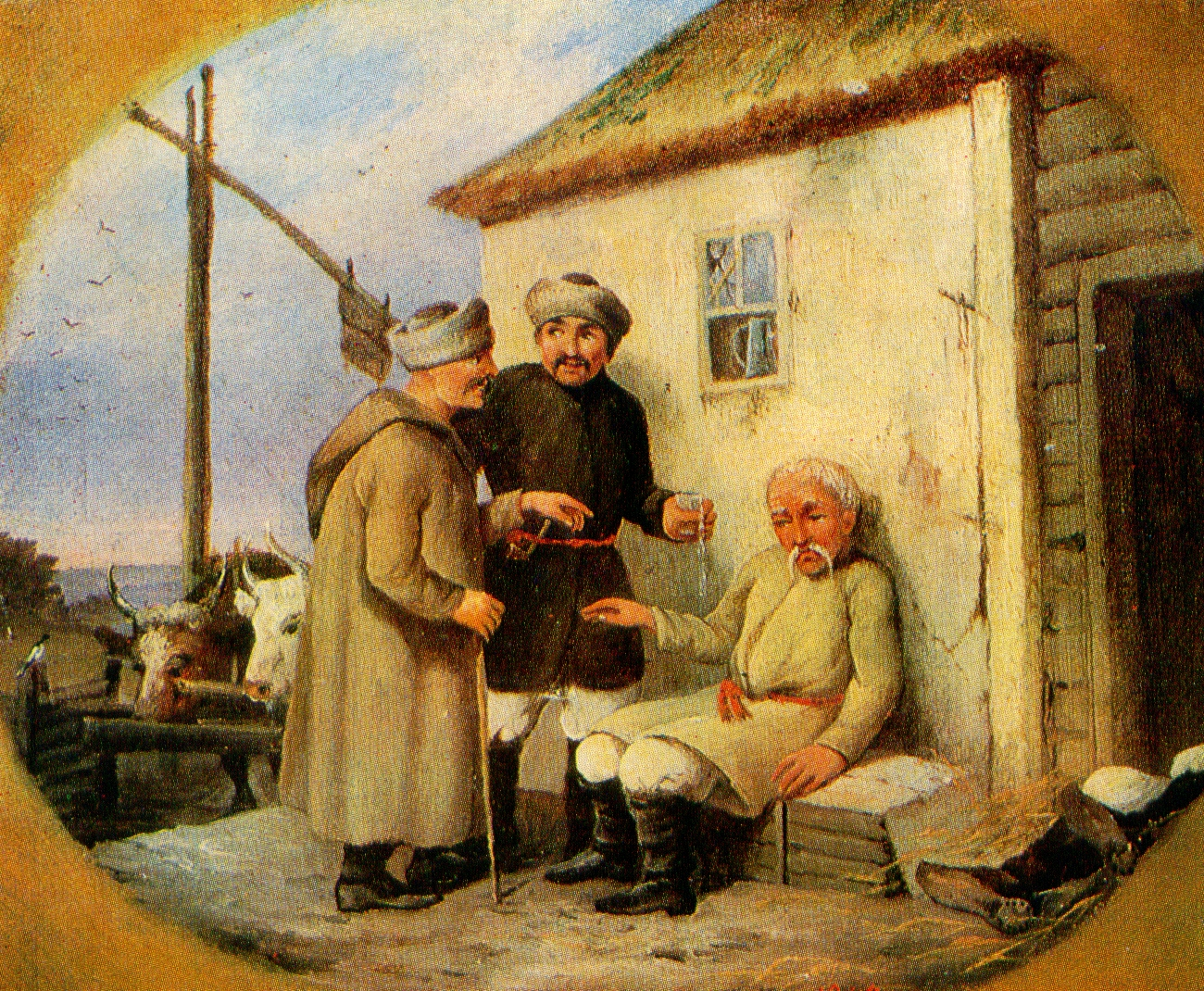
Невідомий художник, «Чумаки біля корчми», 1840-і роки
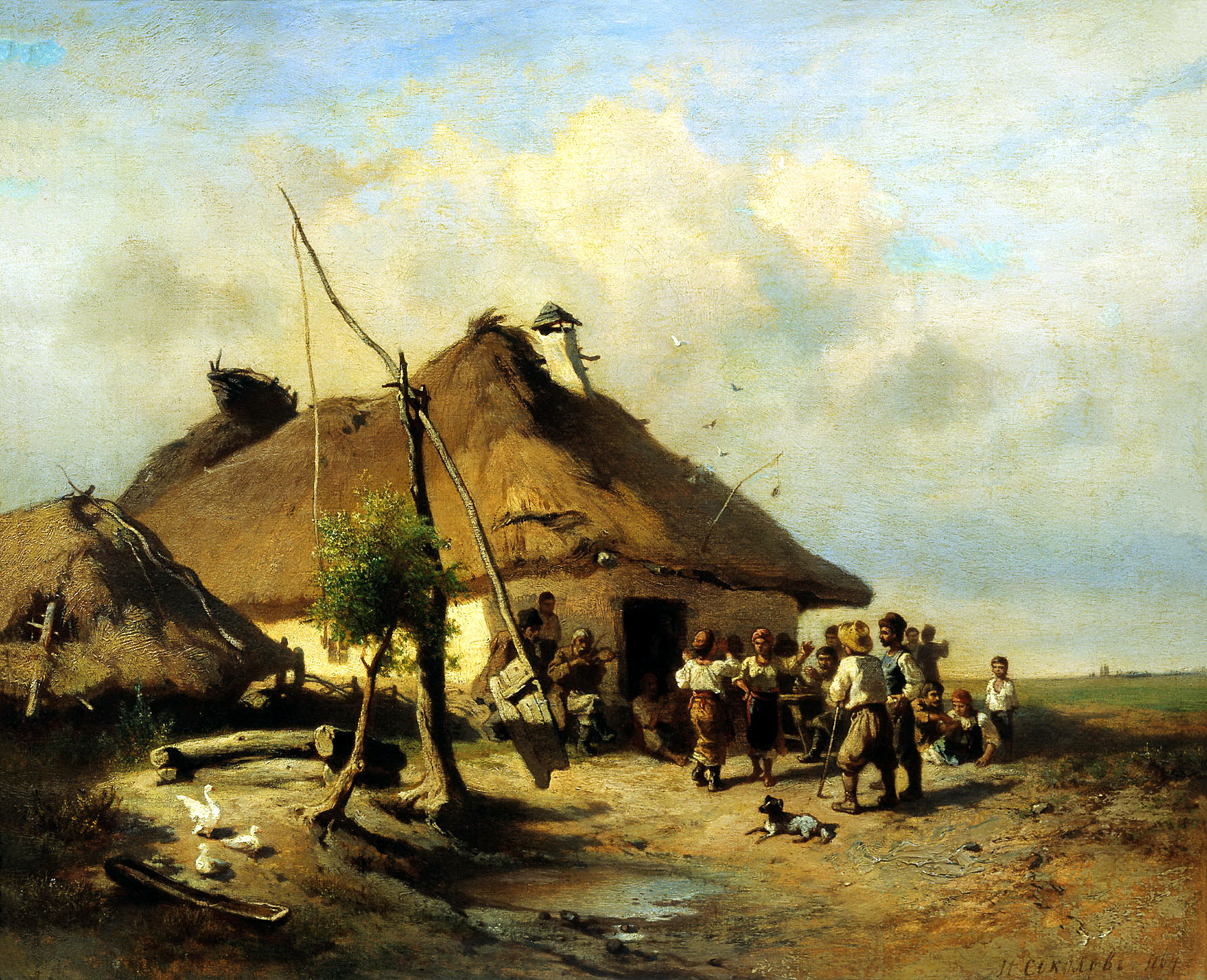
Іван Соколов, «Біля шинку», 1864 р.
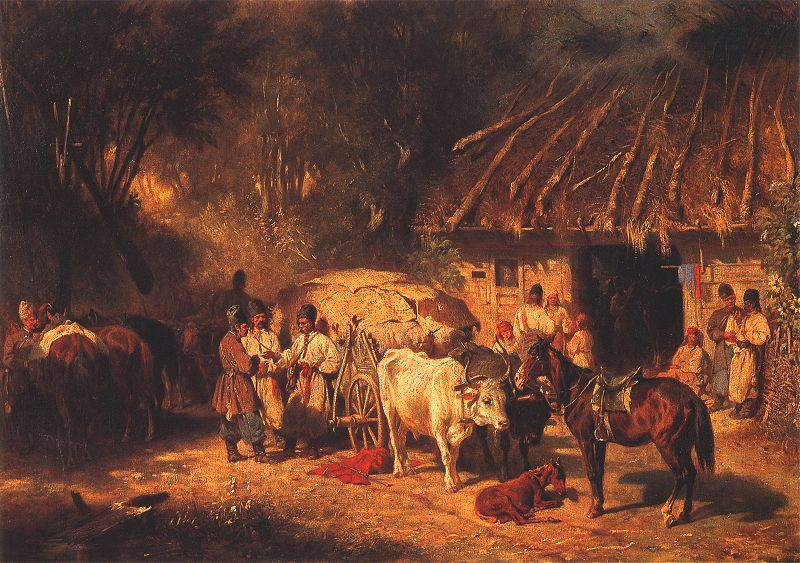
Юзеф Брандт, «Чумаки перед корчмою», 1865 р.
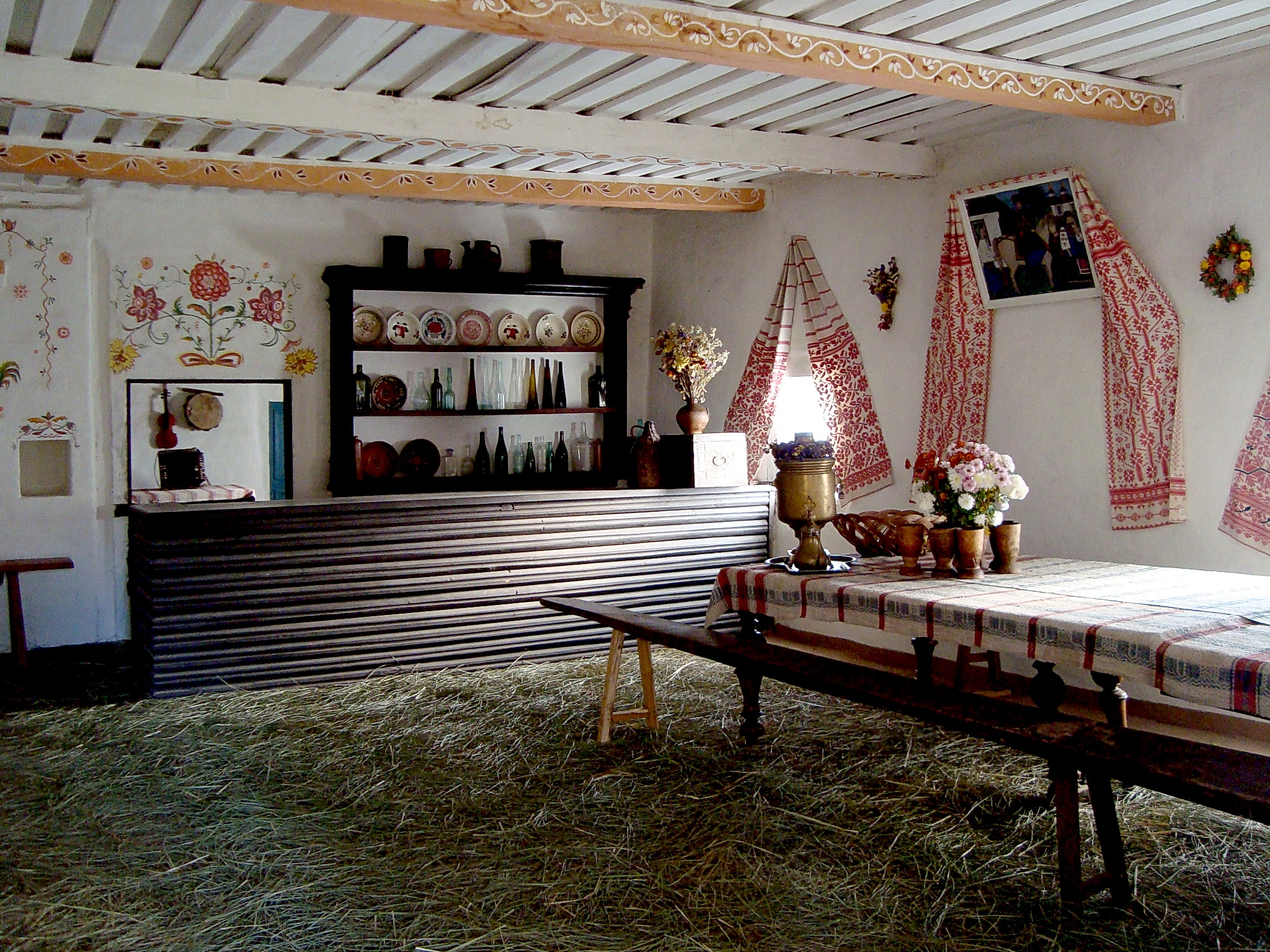
Інтер'єр корчми, урочище Михайлова Гора (Черкаська область)
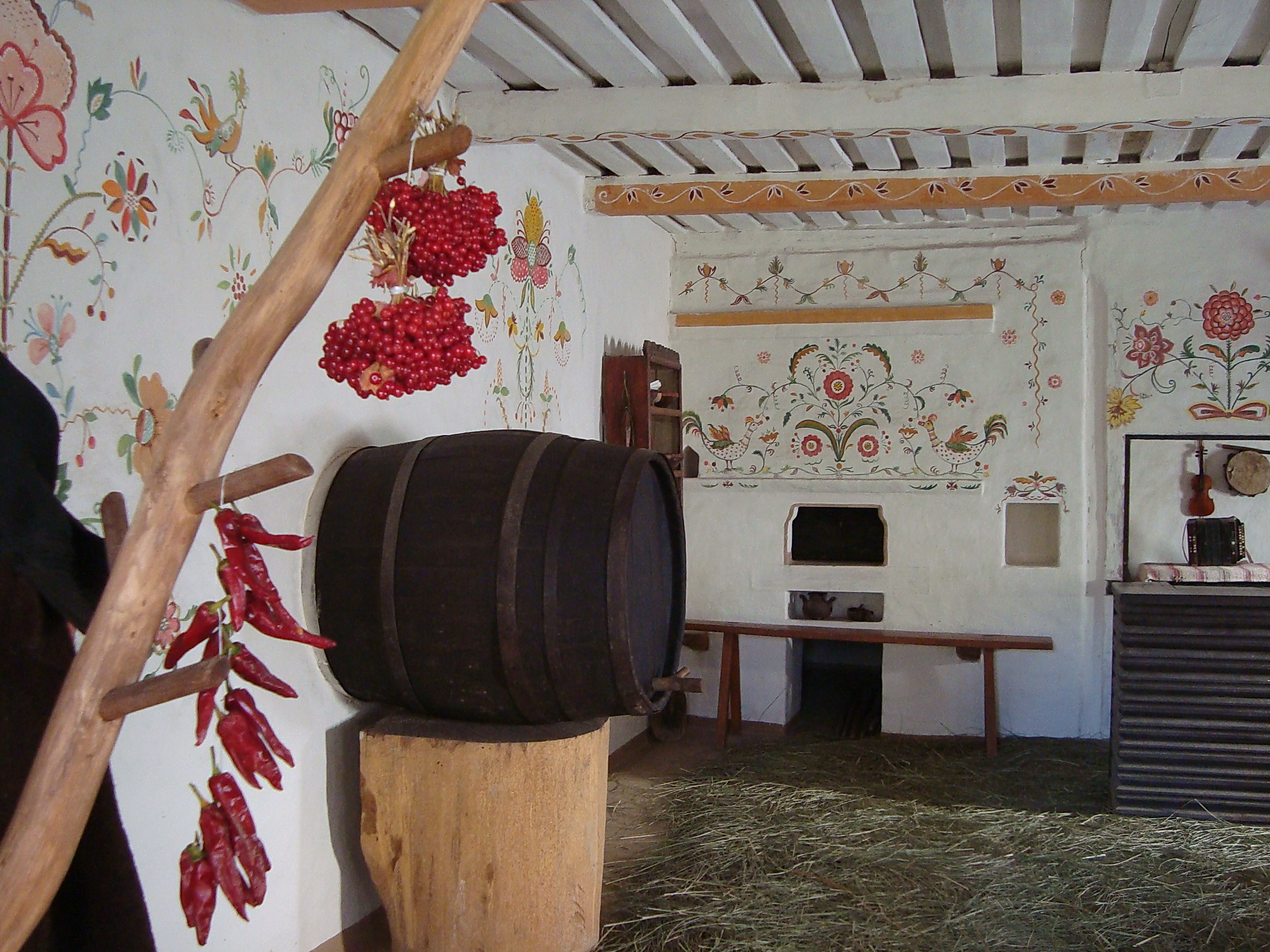
Інтер'єр корчми, урочище Михайлова Гора (Черкаська область)
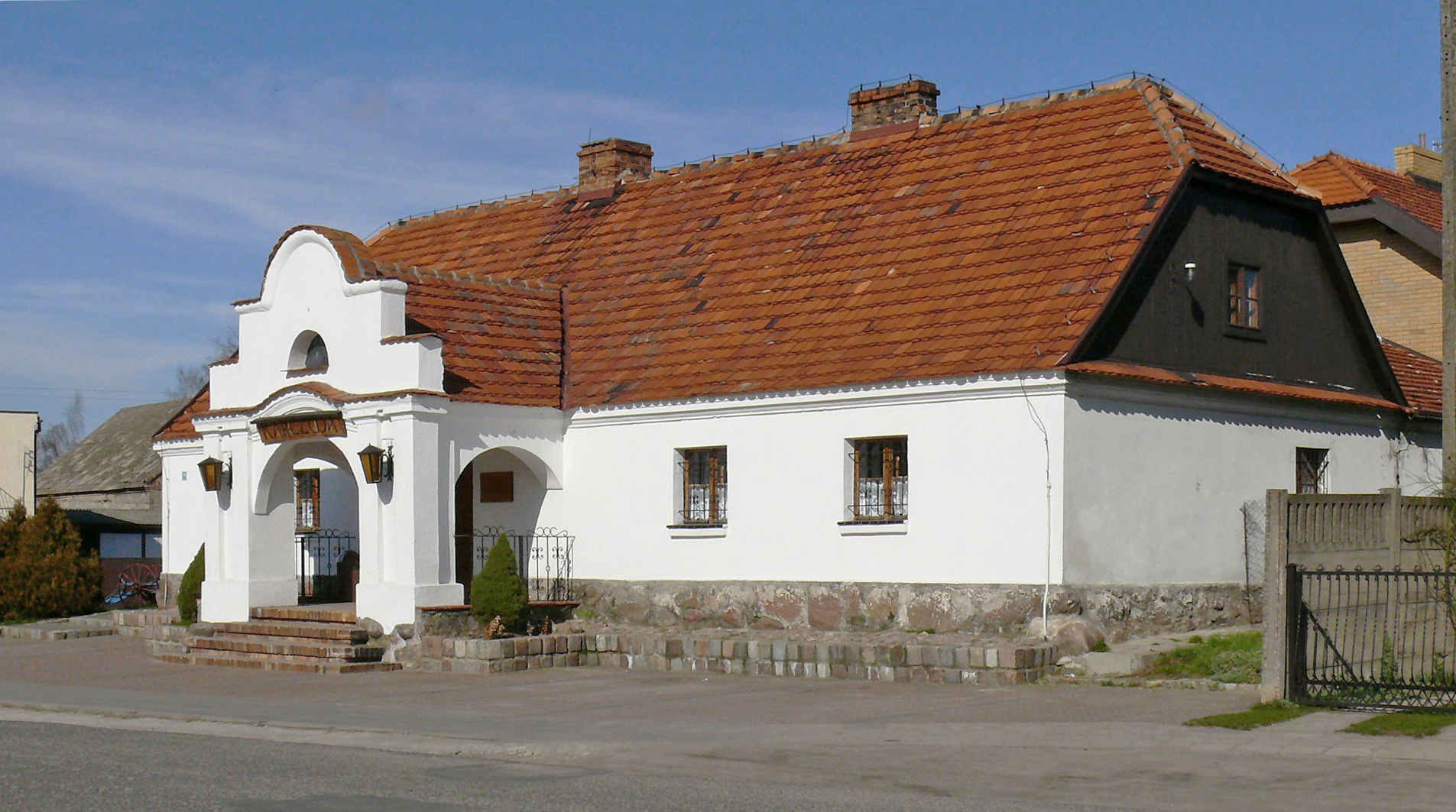
Корчма в селі Пташково, Польща